# Pseudodoros clavatus
Pseudodoros clavatus är en tvåvingeart som först beskrevs av Fabricius 1794.  Pseudodoros clavatus ingår i släktet Pseudodoros och familjen blomflugor. Inga underarter finns listade i Catalogue of Life.